# Show Me Love
«Show Me Love» es una canción del dúo ruso t.A.T.u, fue lanzado como sencillo promocional en las estaciones de radio, se suponía que debía ser el tercer sencillo de 200 km/h in the Wrong Lane después de All the Things She Said y Not Gonna Get Us sin embargo Interscope eligió How Soon Is Now? como sencillo, su transmisión radial fue solo en Polonia.
La cantante china Emme Wong hizo una versión de esta canción pero traducido a su idioma oficial.

## Composición
La canción empieza con Lena y Julia hablando en ruso, que traducido significa "Hola / Hola / ¿Puedes ver el viento? / ¿Y qué? / Solo mira por la ventana / ¿qué? / Ayer había sol / ¿Y qué? / ¿Por qué siempre dices lo mismo? / soy un contestador automático ". La canción comienza, con un destacado ritmo sintetizador durante toda la canción, con letra en relación con los eventos disputados hasta parecer matices. En el coro repiten siempre "Show Me Love".
Al final de la canción, Julia dice "Mama, papa, forgive me". Es importante tener en cuenta que la frase no se asocia con "30 Minutes" a pesar de que con esa frase inicia la canción.

## Recepción
Show Me Love recibió críticas mixtas, Allmusic puso la canción como si fuera un álbum sobresaliente, pero dijo que la canción era "sugestiva". Sputnik dio una crítica mixta, dijeron que la letra era cursi y que no era suficientemente buena para que sea una canción destacada, pero que vale la pena escucharla.
Sin embargo Adriandenning.co.uk dio una crítica muy negativa diciendo que Show Me Love era "Jodidamente horrible". Michael Orsborn de MusicOMH dio una buena observación junto con "Not Gonna Get Us" diciendo "Los grandes valores de producción tienen un olor definitivo a los años 80 como se siente a través de "Not Gonna Get Us" y "Show Me Love".

## Vídeo musical
El vídeo fue dirigido por Ivan Shapovalov en mayo de 2003, la filmación se llevó a cabo en Los Ángeles, Londres, Moscú y Tokio. Sin embargo el vídeo fue cancelado y no fue lanzado.

### Incidente del arresto
El director del video Ivan Shapovalov fue arrestado durante el rodaje del vídeo musical, debido a la alteración del orden público durante la filmación en la Plaza Roja en Moscú, Rusia. Tras el incidente, se le prohibió filmar cerca del Big Ben en Londres, pero se dirigió al Tower Bridge.

## Lista de canciones
CD Polaco
1. «Show Me Love» (Main version)
2. «Ya Tvoya Ne Pervaya»
3. «All The Things She Said»

## t.A.T.u. Remixes
- «Show Me Love» (Alex Cold The Collusion)
- «Show Me Love» (DJ deRmister versión extendida)
- «Show Me Love» (Sven Martin Remix)

## Posición
| País    | Posición |
| ------- | -------- |
| Polonia | 18       |